# Мала Корениха

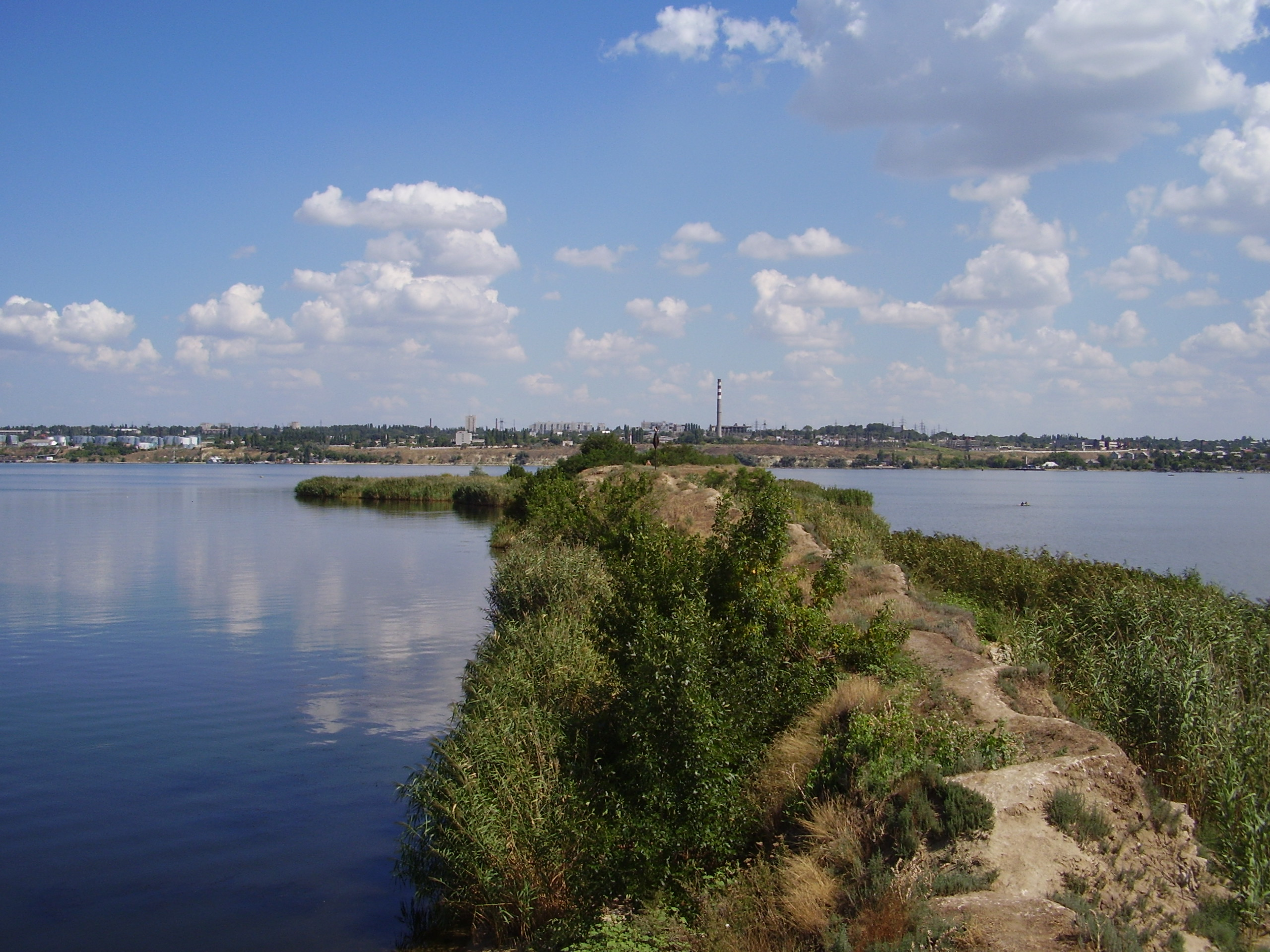
Вид на Малу Корениху з острова Батарея

Мала́ Корени́ха — місцевість міста Миколаєва у його Заводському районі. Розташована у південному напрямі від центру міста на правому березі Бузького лиману.

## Розташування

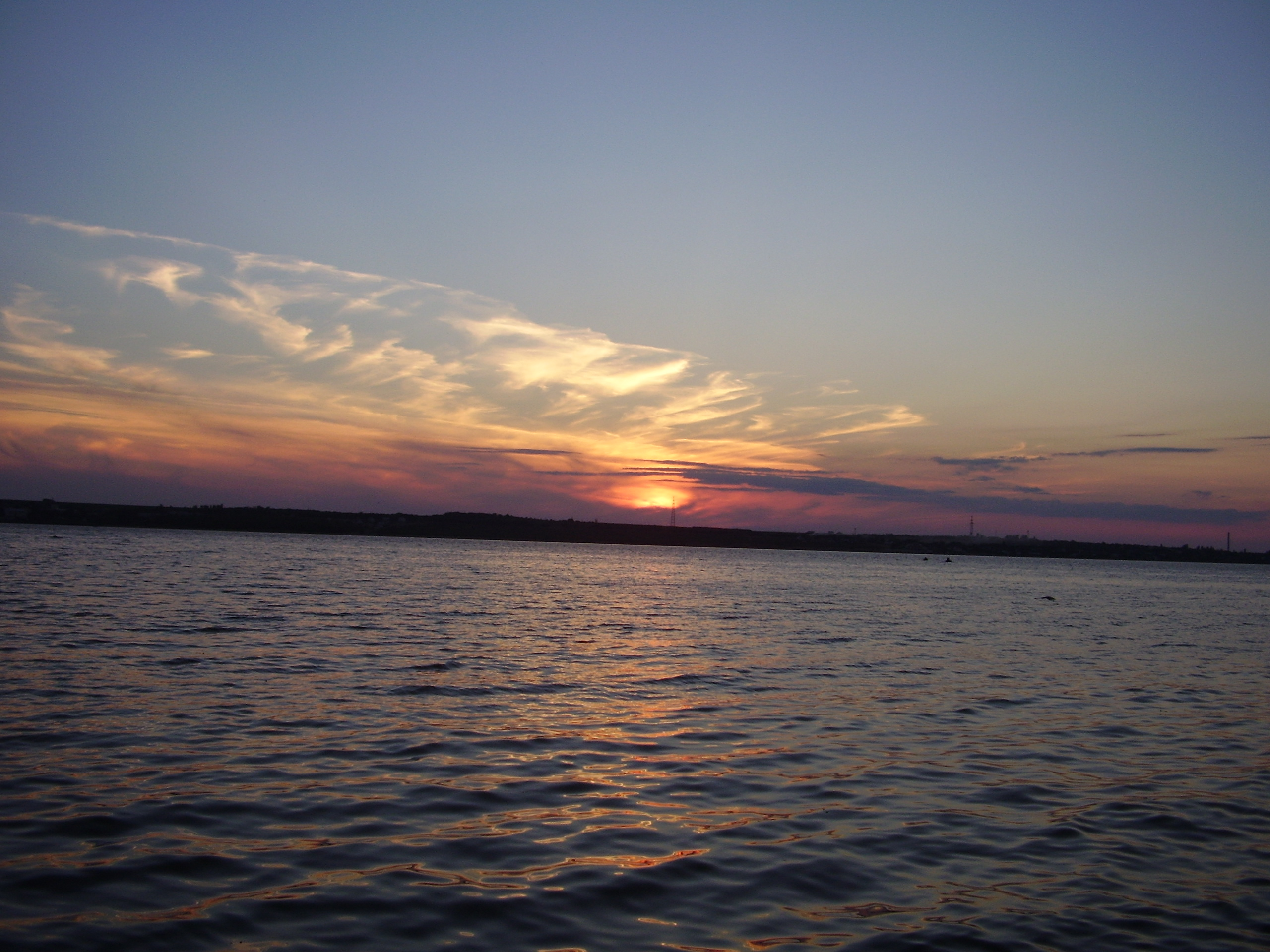
Вид з Широкої Балки на Малу Корениху літнім вечором

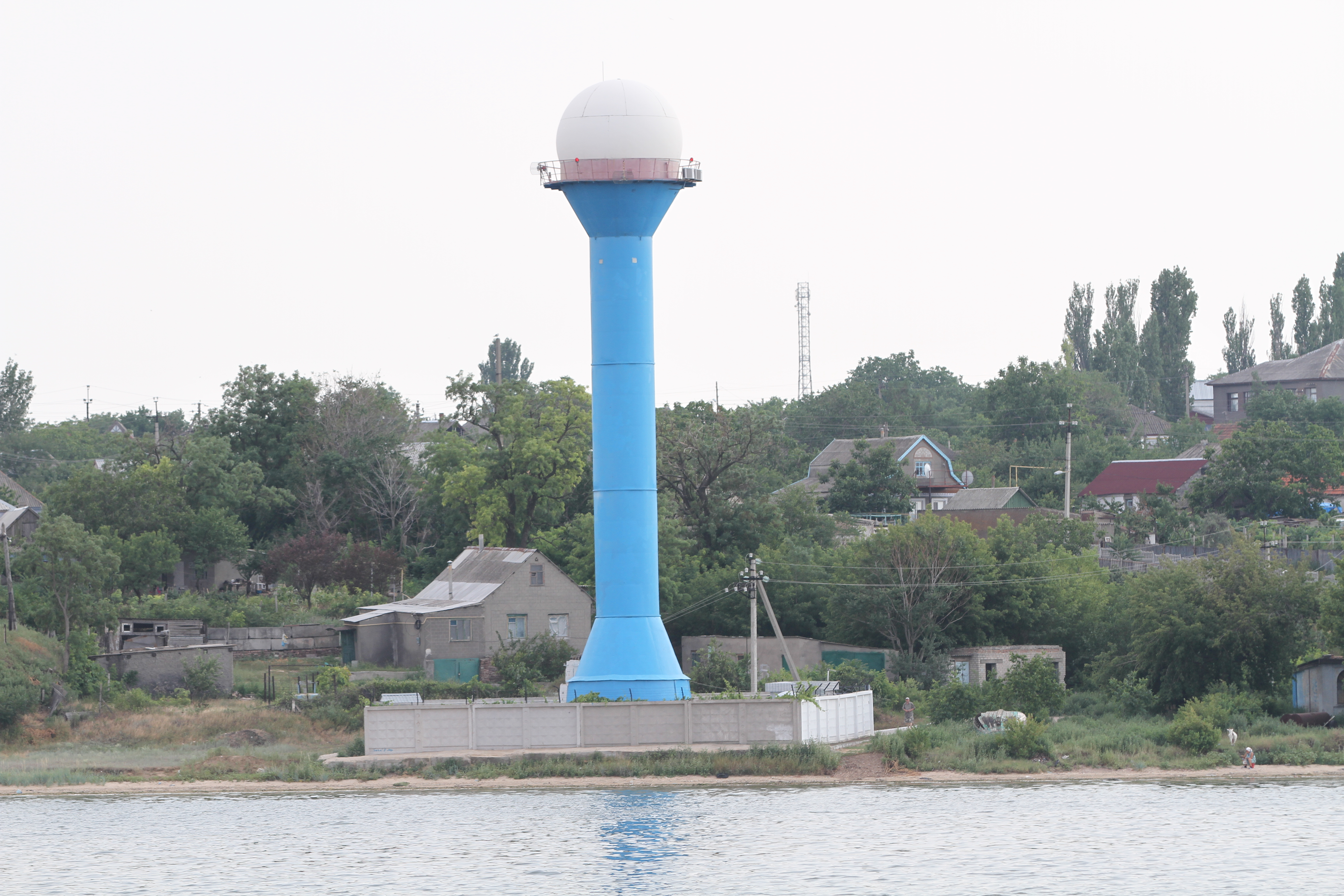
Маяк у Малій Коренисі

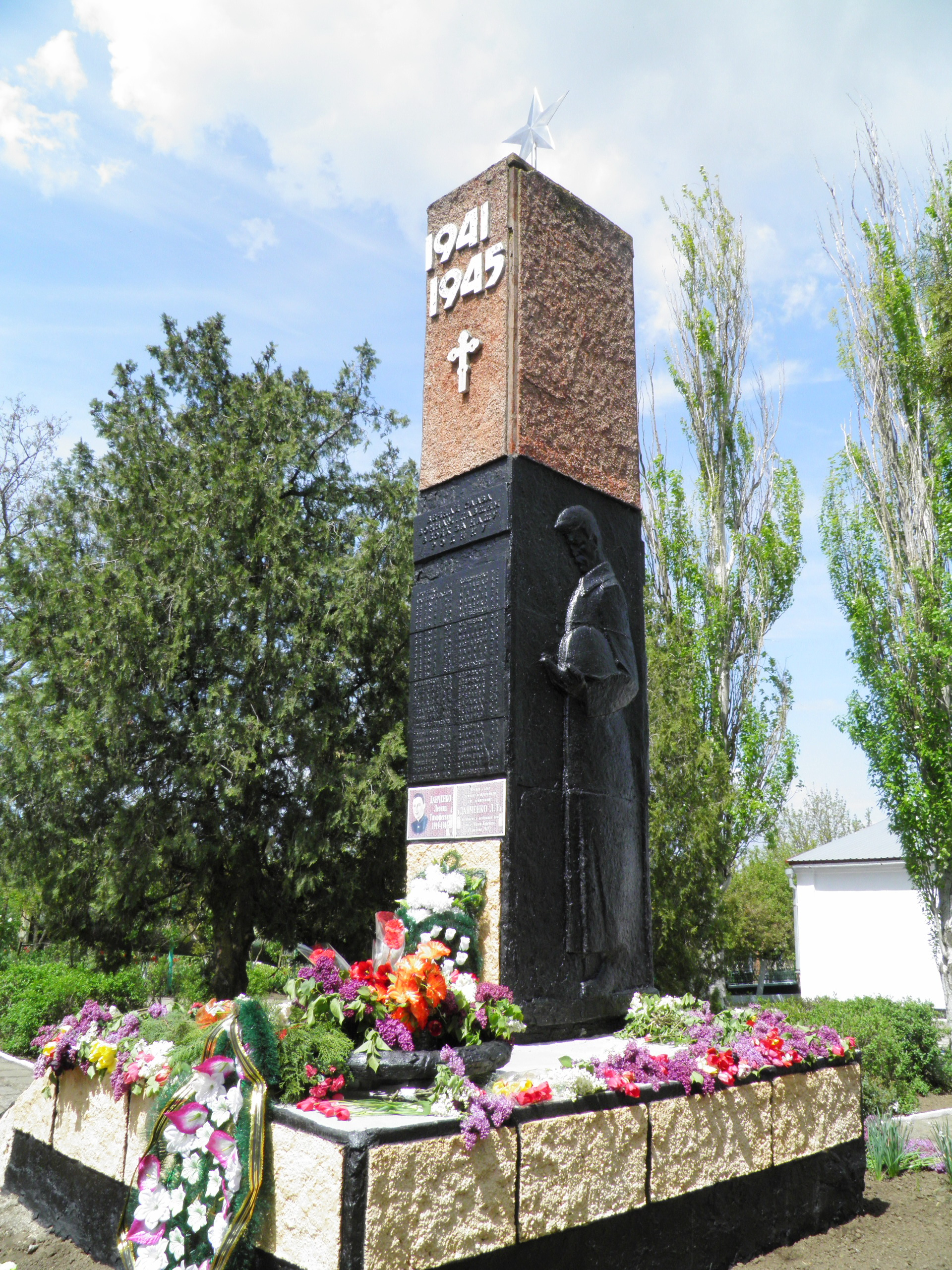
Пам'ятник односельцям, що загинули в німецько-радянській війні

Мала Корениха, також як й Велика Корениха, не з'єднана безпосередньо з містом. Туди можна потрапити за допомогою міського та приміського транспорту.
Ходить корабель (теплохід) Каботажний Мол — Мала Корениха о 6.00, 9.00, 18.00, назад 6.30, 9.30, 18.30.
Межує з передмістям-селищем Радісний Сад. Розташована на повороті лиману, навпроти Чорноморського заводу та місцевості Широка Балка.
Між Широкою Балкою і Малою Коренихою розташований острів Батарея.

## Історія
Довгий час Мала Корениха (як і Велика) була окремим селом, доки у другій половині 20-го сторіччя його не було включено до складу міста.

## Культура
У місцевості є табори, загальноосвітня школа (№ 21), ринки, магазини та багато іншого.

## Основні вулиці мікрорайону
- Вулиця Гагаріна
- Клубна вулиця
- Вулиця Бориса Мозолевського
- Вулиця Миру
- Набережна вулиця
- Вулиця Ольшанського
- Вулиця Віктора Скаржинського
- Садова вулиця
- Спортивна вулиця
- Батарейна вулиця
- Вулиця Бузька

## Особи
- Андрієнко Віталій Опанасович — математик, професор